# Scrabo Tower

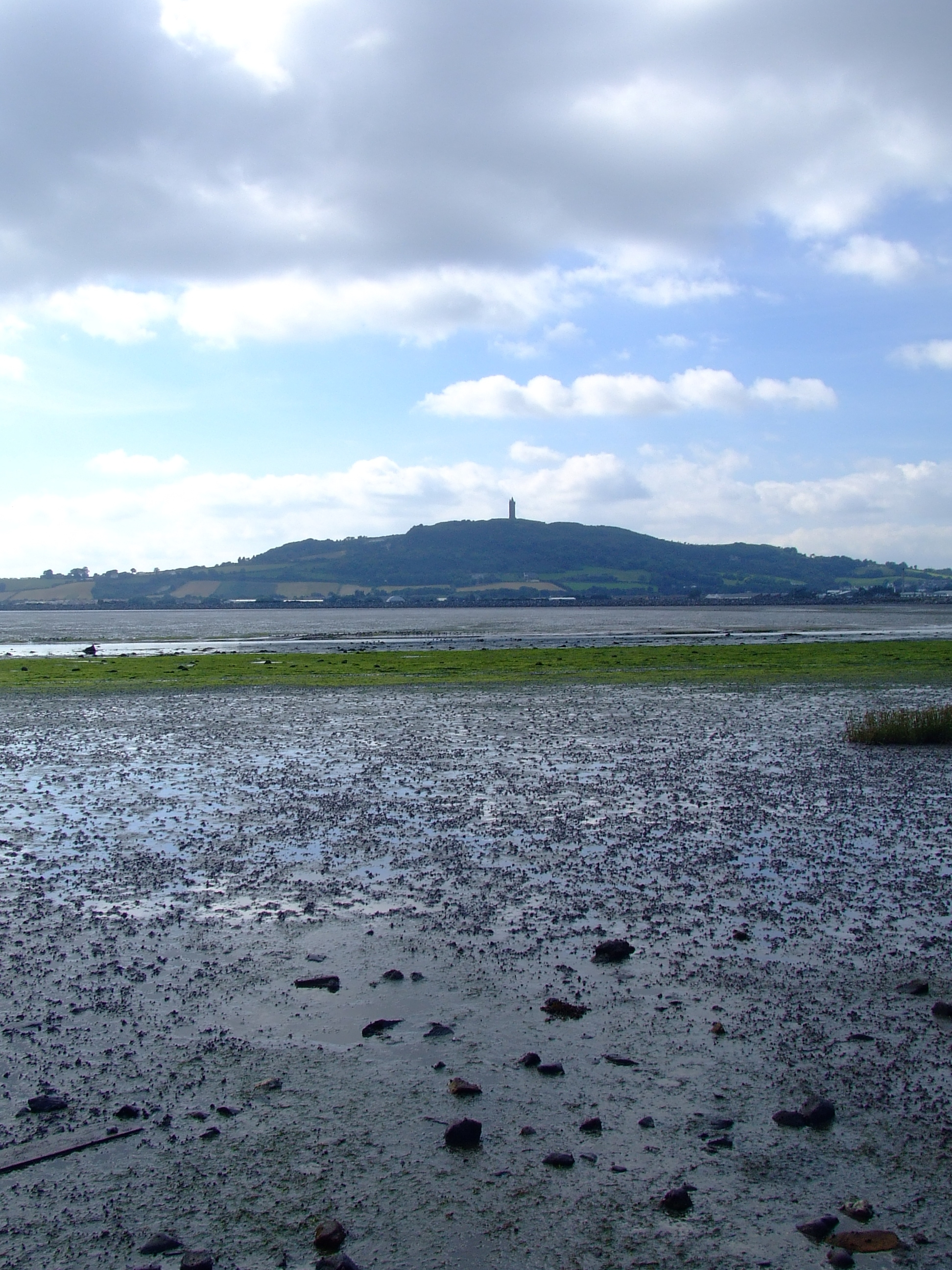
Scrabo Tower, vista dal Strangford Lough.

Scrabo Tower è una torre del XIX secolo a ovest di Newtownards nella Contea di Down, Irlanda del Nord.

## Storia
Il punto di riferimento, che è visibile da Down, fu costruito su un neck sopra la città nel 1857 in memoria di Charles Stewart, III Marchese di Londonderry che fu uno dei generali del Duca di Wellington durante le guerre napoleoniche. Il terzo marchese, anche noto come Warring Charlie, ereditò il titolo e il posto in famiglia a Mount Stewart dopo il fratello, il secondo marchese, che si suicidò. Il secondo marchese è meglio noto come visconte Castlereagh che servì come Segretario di Stato per gli Affari Esteri e del Commonwealth del Regno Unito di Gran Bretagna e Irlanda.
Il progetto della torre è di Charles Lanyon e WH Lynn, e ora si trova in un parco pubblico. Il parco ha molte passeggiate tra i boschi e le vallate attraverso Killynether Wood. La vista dalla collina e dalla cima della torre si stende fino a Strangford Lough, punteggiato dalle innumerevoli isole, fino alle Montagne di Mourne e alla costa scozzese. La torre ospita due piani di visuale e una scala di 122 gradini porta i visitatori alla vista sovrastante. Lo Scrabo Country Park è sempre aperto, l'entrata al parco e alla torre sono libere.
Lo Scrabo Golf Club guarda in basso verso la Scrabo Tower la torre si affaccia sulla maggior parte del tracciato.